# New Directions
New Directions es una empresa editorial independiente de Estados Unidos, fundada en 1936 por James Laughlin (1914-1997) y con sede actual en el número 80 de la calle Eighth Avenue de Nueva York. Sus libros incluyen novelas, libros de no ficción, poesía y teatro, incluyendo traducciones de reconocidos autores de distintos idiomas, entre los que figuran los siguientes hispanoamericanos:
| #  | Autor                    | Nacionalidad |
| -- | ------------------------ | ------------ |
| 1  | César Aira               | Argentina    |
| 2  | Martín Adán              | Perú         |
| 3  | Homero Aridjis           | México       |
| 4  | Roberto Bolaño           | Chile        |
| 5  | Jorge Luis Borges        | Argentina    |
| 6  | Coral Bracho             | México       |
| 7  | Ernesto Cardenal         | Nicaragua    |
| 8  | Adolfo Bioy Casares      | Argentina    |
| 9  | Horacio Castellanos Moya | El Salvador  |
| 10 | Julio Cortázar           | Argentina    |
| 11 | Felisberto Hernández     | Uruguay      |
| 12 | Vicente Huidobro         | Chile        |
| 13 | Enrique Lihn             | Chile        |
| 14 | Pablo Neruda             | Chile        |
| 15 | Nicanor Parra            | Chile        |
| 16 | Octavio Paz              | México       |
| 17 | René Philoctète          | Haití        |
| 18 | Rodrigo Rey Rosa         | Guatemala    |
| 19 | Guillermo Rosales        | Cuba         |
| 20 | Evelio Rosero            | Colombia     |